# Claverie (Rebsorte)
Claverie ist eine alte Weißweinsorte, die in der Weinbauregion Sud-Ouest im Südwesten von Frankreich angebaut wird. Sie ist Bestandteil des Appellations-Weins Tursan, ansonsten wird sie allerdings nur selten verwendet. Noch im 19. Jahrhundert waren die aus ihr gekelterten Weißweine auch im Export sehr beliebt. Insbesondere ihre Anfälligkeit gegen den Echten Mehltau führte zu Beginn des 20. Jahrhunderts zu einer dramatischen Verringerung der bestockten Rebfläche. Ende der 1990er Jahre wurden noch 23 Hektar erhoben.
Eine im Jahr 2007 veröffentlichte Studie legt nahe, dass die weiße Claverie genetisch nahe verwandt mit der Rebsortenfamilie des Crouchen ist (z. B. Blancard, Claverie coulard, Crouchen, Cruchen faux, Cruixen und Graisse).
Siehe auch den Artikel Weinbau in Frankreich sowie die Liste von Rebsorten.

## Ampelographische Sortenmerkmale
In der Ampelographie wird der Habitus folgendermaßen beschrieben:
- Die Triebspitze ist offen. Sie ist weißwollig behaart, mit karminrotem Anflug.  Die gelblich-grünen Jungblätter sind noch leicht wollig behaart
- Die rundlichen Blätter (siehe auch den Artikel Blattform) sind groß.
- Die Traube ist groß und lang, doppelt geschultert und recht lockerbeerig. Die leicht elliptischen Beeren sind mittelgroß bis groß. Sie sind bei Vollreife von goldgelber Farbe und leicht bräunlich gefleckt. Die Beerenhaut ist dünn.

Die Rebsorte Claverie reift circa 25 Tage nach dem Gutedel und ist gilt damit für eine Rebsorte international als spät reifend. Durch die dünne Beerenhaut ist die Sorte anfällig gegen den Echten Mehltau und die Grauschimmelfäule sowie die Anthraknose.
Die starkwüchsige Sorte treibt spät aus und ist somit im Frühjahr nicht spätfrostgefährdet. Die Erträge der Rebsorte sind schwach. Claverie ist eine Varietät der Edlen Weinrebe (Vitis vinifera). Sie besitzt zwittrige Blüten und ist somit selbstfruchtend. Beim Weinbau wird der ökonomische Nachteil vermieden, keinen Ertrag liefernde, männliche Pflanzen anbauen zu müssen.

## Synonyme
Die Rebsorte Claverie ist auch unter den Namen Chaloussenc (in der Region Vic-Bilh), Bouguieu (im Anbaugebiet  Tursan) und galia zuria (im französischen Baskenland) bekannt. Darüber hinaus werden die Alternativnamen Chalosse Blanche, Clabarien, Clabérieu, Clabéria, Claverie Blanc und Claverie verte genannt.